# Neotoma (subgènere)
Neotoma és un subgènere de rosegadors de la família dels cricètids. Les seves espècies, que són 17 de les 19 que formen tot el gènere Neotoma, es diferencien de les altres dues espècies del gènere per tenir la cua nua o amb pocs pèls.

## Taxonomia
- Neotoma albigula
- Neotoma angustapalata
- Neotoma bryanti
- Neotoma chrysomelas
- Neotoma devia
- Neotoma floridana
- Neotoma fuscipes
- Neotoma goldmani
- Neotoma lepida
- Neotoma leucodon
- Neotoma macrotis
- Neotoma magister
- Rata traginera mexicana (Neotoma mexicana)
- Neotoma micropus
- Neotoma nelsoni
- Neotoma palatina
- Neotoma stephensi